# Taz (řeka)
Taz (rusky Таз) je řeka v Jamalo-něneckém autonomním okruhu Ťumeňské oblasti a částečně také na hranicích s Krasnojarským krajem v Rusku. Je 1401 km dlouhá. Povodí má rozlohu 150 000 km².

## Průběh toku
Pramení v Sibiřských úvalech a teče mezi bažinami po severovýchodní části Západosibiřské roviny. Údolí řeky je široké a koryto v něm silně meandruje a rozvětvuje se na mnohá ramena. V ústí se nachází mělký práh. Do Tazovské zátoky Karského moře se vlévá několika rameny.

### Větší přítoky
- zprava – Velká Širta, Chudosej
- zleva – Tolka, Časelka

## Vodní režim
Zdrojem vody jsou převážně sněhové (54 %) srážky a velkou roli hraje také podzemní voda (27 %). Průměrný roční průtok činí v ústí 1450 m³/s. Ve vzdálenosti 357 km od ústí činí průměrný roční průtok 930 m³/s a maximální dosahuje 6630 m³/s a minimální 157 m³/s. Zamrzá v říjnu a rozmrzá na konci května až na začátku června. Na horním toku dosahuje nejvyšších vodních stavů od konce dubna do září a na dolním toku od konce května do září. Rozsah kolísání úrovně hladiny dosahuje na horním a středním toku až 6 m a na dolním toku okolo 3 m. Do vzdálenosti 200 km od ústí se projevuje příliv a odliv, mezi nimiž je rozdíl hladiny až 2 m. V průběhu roku proteče 60 % vody na jaře, 21 % vody v létě i na podzim a 19 % vody v zimě. Nejvodnější měsíc v roce je červen se 40 % celkového ročního průtoku.

## Využití
Na dolním toku je možná vodní doprava. Na řece se průmyslově loví síh (muksun, peleď, severní, malý) a také větší a menší méně významné ryby. V menší míře se loví také jeseter a nelma arktická.
Na řece leží osady Krasnoselkup a Tazovskij. V 17. století na pravém břehu také leželo bohaté město Mangazeja.